# Тактильная коммуникация
Тактильная коммуникация (тактильный контакт; англ. haptic communication) — это форма коммуникации путем физического контакта с другим человеком (напр., рукопожатие, похлопывание по плечу или спине). Также тактильный контакт, как правило, зависит от культуры, к которой принадлежит человек. Каждый имеет свой предел, который определяет границы приемлемого.
Тактильно-кинестезические данные поступают от сенсорных рецепторов, которые находятся в коже, суставах, мышцах, сухожилиях и во внутреннем ухе. Тактильное чувство предоставляет информацию о внешнем мире по принципу одновременности, формирует представления о положении тела в пространстве. Помимо предоставления информации о поверхностях и текстурах, осязание, или тактильное чувство, является составной частью в межличностной коммуникации, называемой также невербальной или не визуальной. Осязание крайне важно для людей и является необходимым для выражения физической близости. С помощью коммуникации человек может привлечь внимание, выразить своё отношение к собеседнику, наладить контакт, но также может вызвать отрицательные эмоции: сокращение психологической дистанции создаёт неудобство у некоторых людей.
Не следует забывать, что отношение к прикосновениям различается у людей в разных странах. Также социально-приемлемый уровень прикосновений отличается в разных культурах.
Прикосновение (то есть осязание) может подразделяться на несколько категорий: позитивное, игривое, ритуальное, намеренное или непреднамеренное. Оно может носить как сексуальный характер (в некоторых случаях поцелуй), так и платонический (например объятия или щекотка). Осязание — это самое первое чувство, зарождающееся в плоде. Развитие осязания младенца и как оно относится к развитию других чувств, например зрение, активно исследуется. Было выявлено, что младенцам очень трудно выжить, если они не обладают чувством осязания даже при сохранении зрения и слуха. Дети, которые могут общаться через прикосновения, имеют склонность жить лучше.
Чувство осязания хорошо развито у шимпанзе. При рождения они обладают скудным зрением и слухом, однако с лёгкостью забираются на свою маму. Гарри Фредерик Харлоу провёл дискуссионное исследование на резусах-макаках и выявил, что их растят с помощью так называемой «махровой шкуры матери», которая предоставляет достаточно осязательной стимуляции и комфорта. Самка без плотной шкуры имеет меньше шансов вырастить своих детей эмоционально стабильными. Прикосновения воспринимают по-разному в разных странах. В одной стране они могут быть социально приемлемы, в другой нет. В тайской культуре прикосновение к чьей-либо голове может быть воспринято грубо. Рэмланд и Джонс (1995) изучили коммуникацию людей и обнаружили, что в Англии (8 %), Франции (5 %) и Голландии (4 %) прикосновение редко сравнивается с итальянским (14 %) и греческим (12.5 %) образцами.
Удар, толчок, дёрганье, щипание, удар ногой, странгуляция (в контексте : перекрытие дыхательных путей другого человека) и бой руками — виды прикосновений в контексте физического насилия. Во фразах «Я никогда её/его не трогал» или «не посмей её/его тронуть» термин «трогать» может служить эвфемизмом физического или сексуального насилия. «Трогать себя» — эвфемизм мастурбации. Слово трогать имеет много других метафорических значений. Можно быть эмоционально тронутым, что относится к эмоциональному воздействию. Фраза «я был тронут твоим письмом» означает, что читатель испытал сильные эмоции во время прочтения. Обычно они не включают в себя гнев, отвращение или другие формы эмоционального неприятия до тех пор, пока фраза не употреблена в форме сарказма.

## Инструмент связи
Положительный межличностный физический контакт служит, в основном, выражением сочувствия (физическая близость). Это средство невербального общения. Желаемый физический контакт часто сопровождается зрительным контактом. Запах тела, духи, феромоны могут играть решающую роль в продолжении общения. В традиционной китайской медицине, запах тела является индикатором ранней диагностики заболеваний органов. Данные поступают от сенсорных рецепторов, находящихся в коже, мышцах, сухожилиях, суставах и во внутреннем ухе.
Тактильная система отражения даёт менее точную информацию о внешнем мире, о другом человеке по сравнению со зрением, но она формирует представления о положении тела в пространстве, несёт информацию о присутствии другого человека. Наиболее важными являются кинестезические данные о давлении и температуре. Именно мышечные рецепторы сообщают о том, какова сила рукопожатия, прикосновения, насколько близко к нам находится другой человек. Также мы получаем информацию об амплитуде невербальных движений, их силе, направлении.

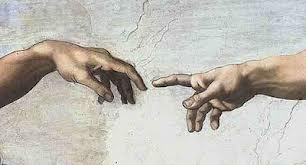
Касание

## Типы контактов
- прямой (кожа к коже)
- косвенный (напр., похлопывание по плечу голой рукой по одетому человеку)

Суть заключается в том, что человек одной частью тела касается отдельных частей тела другого человека. Тактильная система отражения даёт менее точную информацию о внешнем мире, о другом человеке по сравнению со зрением, но она формирует представления о положении тела в пространстве, несёт информацию о присутствии другого человека. Слух находится на третьем месте.
Тактильная коммуникация является чуть ли не единственным инструментом общения для слепоглухонемых (чисто коммуникативная функция).

### Приветствие
Приветствие — это, зачастую, телесный контакт. Примерами являются рукопожатие, похлопывание по спине, объятия и т. д. Такой тактильный элемент, как рукопожатие, может выполняться по-разному в зависимости от перечисленных факторов. Так, подростки очень сильно сжимают руку, стараясь выглядеть «настоящими» мужчинами. Женщина мягко берёт руки подруги в свои, выражая симпатию. Равный подаёт руку равному вперёд прямо (кисть служит продолжением линии всей руки). Недостаточно уверенный в себе человек протягивает вялую, безжизненную кисть. Японец в отличие от европейца подаёт руку как бы издалека. Такой элемент, как похлопывание по спине и плечу, считается возможным только при условии близких отношений, равенстве социального положения общающихся.

### Неуместные виды прикосновений
Каждый вид прикосновения уместен в различные моменты и только в определённой ситуации может передавать какой-то смысл, то есть восприниматься как проявление коммуникативного намерения. Недопустимы немотивированные и навязчивые прикосновения к собеседнику, особенно если он находится в зависимом положении или впервые с вами общается.
В лермонтовской «Княжне Мэри» Печорин, помогая Мэри перебираться через горную речушку на лошади, невольно касается руки княжны. Это прикосновение пронзает их словно током, оно символизирует для обоих особые отношения. Точно такое же прикосновение между пассажирами в автобусе вряд ли будет истолковано как знак.
В кинофильме «Осенний марафон» герой Басилашвили, интеллигентный и безотказный переводчик Бузыкин, вдруг агрессивно и фамильярно треплет по плечу своего коллегу, который прежде позволял себе именно такую фамильярность по отношению к самому Бузыкину. В такой ответной агрессии выражается бунт Бузыкина, причём бунт не только против фамильярного коллеги, но и — второй уровень символичности — против роковой суеты, одолевшей Бузыкина. Этим нарочито фамильярным похлопыванием по плечу он посылает недвусмысленное сообщение своему нагловатому коллеге, а заодно и всему миру: «Мне надоела ваша беспардонность, и я не позволю!..». Простой эмоциональный жест полон прямых и скрытых смыслов, замечательно переданных режиссёром и актёром. Однако раскодировать это сообщение, понять его конкретный смысл возможно только в этой конкретной ситуации. В другой ситуации такой же тактильный контакт может означать нечто другое.

## Виды тактильной коммуникации
Ричард Хэслин выделяет 5 категорий осязания:

##### Функциональное/профессиональное
- выражает намеренность действий

##### Социальное/вежливое
- применяется при ритуальном общении

##### Дружеское/тёплое
- выражает специфическое отношение

##### Любовное/интимное
- выражает эмоциональную привязанность

#### Сексуальное/возбуждающее
- выражает сексуальное намерение

Намерение прикоснуться не всегда попадает под какую-либо определённую категорию и может относиться к каждой из категорий в классификации Richard Heslin.

### Функциональное/профессиональное осязание
Руководителям следует знать об эффективности использования прикосновений при взаимодействии со своими подчинёнными, но при этом быть осмотрительными и понимать, что прикосновение можно неправильно понять. Рука на плече для одного человека может означать жест поддержки, а для другого — жест сексуального характера. В процессе работы с другими людьми, используя прикосновения как средство коммуникации, руководителю необходимо знать о том, как каждый человек относится к прикосновениям.
Henley в своём исследовании (1977 года) обнаружил, что человек, обладающий властными полномочиями, более склонен прикасаться к подчинённым, в то время как подчинённый не ощущает возможность прикасаться к руководителю. Прикосновение — это сильный инструмент невербальной коммуникации. Согласно Borisoff и Victor, столь разные стандарты между руководителями и подчинёнными могут привести к недопониманию, является ли прикосновение намерением повлиять на человека или носит интимный характер.
Walton в своей книге отметил, что прикосновения подчёркивает, насколько важно сообщение, посылаемое отправителем. Прикосновение — это предельное выражение близости или доверия между двумя людьми, но не часто замечаемое в деловых или формальных взаимоотношениях.

### Социальное/вежливое осязание
Момент перехода от одной категории тактильного чувства к другой может быть расплывчатым из-за особенностей культуры. К примеру, существует множество мест в США, где касание предплечья считается социально корректным и вежливым. Однако, на Среднем Западе этот вид коммуникации не всегда является приемлемым.
Самый первый контакт с человеком в деловой сфере обычно начинается с прикосновения, а именно с рукопожатия. То, как человек пожимает руку, может многое сказать о нём и его личности.
Jones раскрывает суть тактильной коммуникации как наиболее близкую и вовлекающую форму общения, которая помогает людям поддерживать хорошие взаимоотношения друг с другом. Jones совместно с Yarbrough исследовал частоту прикосновений и прикосновения, возникающие между отдельными личностями.
По частоте прикосновения можно разделить на два разных вида, а именно повторяющиеся и стратегические. 
Повторяющиеся прикосновения — это такой вид прикосновений, когда один человек дотрагивается, а второй отвечает ему тем же жестом. Большинство таких прикосновений считаются позитивными. 
Стратегические прикосновения — это серия прикосновений, обычно со скрытым мотивом, используемые с целью заставить человека делать то, что нужно другому.
Обычно повторяющиеся прикосновения являются личными или единичными прикосновениями. Они должны быть интерпретированы в контексте того, что было сказано, и обусловлены набором социальных обстоятельств на момент касания человека.
«Civil inattention» определяется как вежливый способ поддержания взаимодействия с незнакомцами, без вовлечения в межличностные взаимоотношения и без необходимости реагирования на прикосновения незнакомца. Goffman для объяснения данного феномена представляет исследование «в лифте»: для людей является непривычным смотреть, разговаривать или дотрагиваться до человека, стоящего рядом. Но в случае, когда помещение в лифте настолько переполнено, что люди «прикасаются» друг к другу, они сохраняют своё безразличие для того, чтобы не оказать воздействие на окружающих людей.

### Дружеское/тёплое осязание
Мужские объятия в дружбе являются выражением доверия, симпатии, открытости, дружеской любви. Многие мужчины негативно относятся к избытку тактильности, но одобряют её в определённой степени. Мужчины чаще всего обнимаются, если долго не виделись, когда делятся радостной новостью с друзьями или совместно переживают проблемы. Мужчины часто обнимают друг друга в «особых» условиях — в пьяном состоянии, на свадьбах, при близких дружеских связях, при общении вдвоём (даже если дружба не особо близкая).
Женщины относятся к тактильному общению легче и позитивнее, чем мужчины — они способны целоваться в губы, много обниматься, держаться за руки длительное время, спать в одной кровати в обнимку и т. д. Обычно, женщины относятся негативно только к очевидно эротическим видам тактильности.
В дружественной обстановке прикосновения более привычны для женщин, чем для мужчин. Whitcher и Fisher провели исследование, чтобы выяснить, различается ли у обоих полов прикосновения психотерапевтического характера с целью уменьшить беспокойство. Медсёстрам было предписано дотрагиваться до своих пациентов в течение минуты, в то время как пациенты изучали брошюру во время рутинной предоперационной процедуры. Женщины восприняли это позитивно, в то время как мужчины — нет. Было высказано предположение, что мужчины приравнивали прикосновения к тому, что к ним относятся как к подчинённым или зависимым.
Прикосновения среди членов семьи, как выяснилось, влияют на их поведение. В семейных взаимоотношениях действуют множество факторов. Зачастую, по мере того, как ребёнок растёт, количество родительских прикосновений уменьшается.

### Любовное осязание
Первостепенный невербальный способ коммуникации, который оказывает наибольший эффект на межличностные отношения — это прикосновения.
Количество прикосновений увеличивается, когда безличные отношения становятся личными. Прикосновение в обществе может послужить «сигналом привязанности» (когда пара держится за руки, обнимаются), который показывает личный характер отношений. Использование «сигналов привязанности» происходит чаще на стадии свиданий и ухаживаний, чем у женатых пар, согласно Бургуну, Булеру и Вудалу.
Публичное прикосновение может служить сигналом того, что партнёр «схвачен». Когда пара держится за руки, обнимает друг друга, это сигнал демонстрирующий то, что пара вместе. Согласно Баргуну, Буллеру и Вудэллу, использование таких сигналов происходит более часто на свиданиях либо во время ухаживаний на ранних этапах, чем уже во время женитьбы.
Исследование также показало разницу между полами в зависимости от того, кто и как прикасается друг к другу. В начале отношений мужчины часто соответствуют установленной гендерной роли. Пэттерсон упоминал, что, выполняя эту роль, мужчины на ранних этапах более часто прикасаются к женщинам, которые, в свою очередь, прикасаются к мужчинам больше после начала интимных отношений либо после заключения брака. Американская культура до сих пор диктует правило, что в отношениях мужчина делает первый шаг.
Прикосновения среди пар в браке может помочь поддержать хорошее здоровье. Так, исследование психолога Виргинского университета Джима Коана показало, что женщины моментально успокаиваются, когда просто держат руку своего мужа. Однако, это эффективно только если женщина удовлетворена браком.

### Насилие
Прикосновения в близких взаимоотношениях могут временами иметь насильственный характер. МакЭван и Джонсон подразделили насильственные прикосновения на две категории: интимный терроризм и насилие в парах. Интимный терроризм характеризуется как нужда контроля и доминирования в отношениях, который со временем набирает частоту и обостряется. Обычное насилие у пар, с другой стороны, часто является результатом мелкого конфликта. Такое насилие встречается реже и является менее жёстким, не набирает обороты со временем. Существует два главных отличия между интимным терроризмом и насилием в парах. Обычное насилие в парах случается от случая к случаю и не обостряется со временем. Одно исследование, проведённое Гайзером в 1990 году, представило дополнительное подтверждение, что фактически мужчины в большей степени склонны к невербальной агрессии и насилию.

### Сексуальное/возбуждающее
Согласно Гивенсу (исследование 1999 года), процесс невербальной коммуникации и переговоров заключается в отправлении и получении сообщений в попытке получить чьё-либо одобрение или любовь. Ухаживание, которое может породить любовь, определяется как невербальное сообщение, нацеленное на привлечение сексуального партнёра. Во время ухаживаний, мы обмениваемся жестами невербальной коммуникации, чтобы сообщить друг другу, что нужно стать ближе. Основными сигналами на пути к интимности являются поцелуи и ласки.
Период ухаживания можно разделить на 5 этапов, которые включают фазу внимания, фазу знакомства ближе, фазу общения, фазу прикосновений и фазу занятий любовью. Тактильные чувства проявляются на последних двух фазах.
Фаза прикосновений. Первое прикосновение как правило может быть «случайным», чем преднамеренным, сделанным посредством прикосновения к нейтральной части тела. На этой фазе реципиент либо принимает прикосновение либо отвергает его движением тела. Объятия — это стандартный способ человека сказать кому-либо, что он любит его и возможно также нуждается в нём. Намерение дотронуться: тактильный код или намёк в невербальной коммуникации — это скрытое намерение. Поцелуи — это финальная стадия четвёртой фазы ухаживания. Последняя фаза, занятие любовью, которое включает тактильную стимуляцию, известную как лёгкие или протопатические прикосновения. Любое чувство страха или тревоги может быть смягчено другими прикосновениями, такими как поцелуи или массаж.

## Значения прикосновений
Исследование прикосновений, проведённое в 1985 году Джонсоном и Ярбороу, выявило 18 различных значений прикосновений, которые сгруппированы в 7 типах: имеющие позитивное (эмоциональное) воздействие, игры, контроль, ритуал, смешанные, с определённой целью и случайные.

### Прикосновения, имеющие позитивное воздействие
Эти прикосновения передают позитивные эмоции и происходят в основном между людьми, которые находятся в близких отношениях. Эти прикосновения могут быть подвергнуты дальнейшей классификации, будучи подразделёнными на прикосновения поддержки, одобрения, присоединения, влечения или привязанности.
Прикосновения поддержки: служат для проявления заботы, утешения, защиты человека. Эти прикосновения обычно уместны в ситуациях, когда человек находится в состоянии тревоги.
Прикосновения одобрения: служат для выражения благодарности.
Прикосновения присоединения: обращают внимание на то, что какая-либо деятельность осуществляется совместно, предполагают психологическую близость.
Сексуальные прикосновения: выражает физическую привлекательность или сексуальное влечение.
Прикосновения привязанности: выражают общее позитивное отношение человека, но большее чем простое признание.

### «Прикосновения игры»
Эти прикосновения служат для смягчения общения. «Прикосновения игры» передают двойное сообщение, так как всегда подразумевают сигнал игры, как вербальный так и невербальный, который указывает на то, что поведение нельзя воспринимать серьёзно. Эти прикосновения могут быть также подразделены на воздействующие и агрессивные.
Воздействующее: служит для смягчение общения. Серьёзность позитивного сообщения нейтрализуется игривым сигналом.
Агрессивное воздействие: как и воздействующие, эти прикосновения используются для смягчения напряжения в общении, но игривый сигнал указывает на агрессию. Эти прикосновения исходят только от одной стороны, не от обеих.

### Контролирующиеприкосновения
Эти прикосновения нужны для того, чтобы направить в нужное русло поведение, отношение или состояние реципиента. Основной чертой этих прикосновения является то, что почти все они исходят от человека, который пытается оказать влияние. Эти прикосновения можно также подразделить на уступчивые, привлекающие внимание и вызывающие реакцию.
Уступчивые: попытки направить в нужное русло поведение другого человека и, как правило, посредством оказания влияния на отношение или чувства другого человека.
Привлекающие внимание: нужны для того, чтобы перенаправить фокус восприятия реципиента на что-либо.
Вызывающие реакцию: используются для привлечения внимания, чтобы косвенно запрашивать реакцию другого.

### Ритуальные прикосновения
К этой группе относятся прикосновения при приветствии и прощании. Они помогают сделать переход к сфокусированному общению и от него.

### Случайные прикосновения
Эти прикосновения воспринимаются как ненамеренные и не несут за собой никакого смысла. Они в основном состоят из лёгких прикосновений. Исследование в контексте розничной торговли, проведённое Мартином, обнаружило, что мужчины и женщины, к которым случайно прикоснулись покупатели, раньше покидают магазин и оценивают бренды более негативно.

## Сенсорная депривация
Сенсорная депривация — продолжительное, более или менее полное лишение человека сенсорных впечатлений.
Её воздействие изучается путём погружения человека в воду в специальном оборудовании (сурдокамере, боксе и пр.).
В условиях сенсорной депривации актуализуется потребность в ощущениях и аффективных переживаниях, что осознаётся в форме сенсорного и эмоционального голода. В ответ на недостаточность афферентации активизируются процессы воображения, определённым образом воздействуя на образную память. Возникают яркие эйдетические представления, которые оцениваются как защитные реакции (компенсаторные).
По мере увеличения времени пребывания в условиях сенсорной депривации на этапе неустойчивой психической деятельности появляется эмоциональная лабильность со сдвигом в сторону пониженного настроения — заторможенность, депрессия, апатия, которые на короткое время сменяются эйфорией и/или раздражительностью. Наблюдаются нарушения памяти, прямо зависимые от цикличности эмоционального состояния. Нарушается ритм сна и бодрствования, развивается гипнотическое состояние с появлением гипнагогических представлений; в отличие от просоночных состояний, бывающих в обычных условиях, они затягиваются на относительно большое время, проецируются вовне и сопровождаются иллюзией непроизвольности.
Чем жёстче условия сенсорной депривации, тем быстрее нарушаются процессы мышления, что проявляется в невозможности на чём-то сосредоточиться, последовательно обдумать проблемы. Отмечается снижение функции экстраполяции и продуктивности при выполнении несложных умственных действий.
При увеличении времени воздействия депривации, эйдетические представления могут выйти из-под контроля и проявляться в форме галлюцинаций. В генезе данного процесса чётко прослеживаются астенизация нервной системы и развитие гипнотических фаз в коре полушарий головного мозга.